# Villa Grock

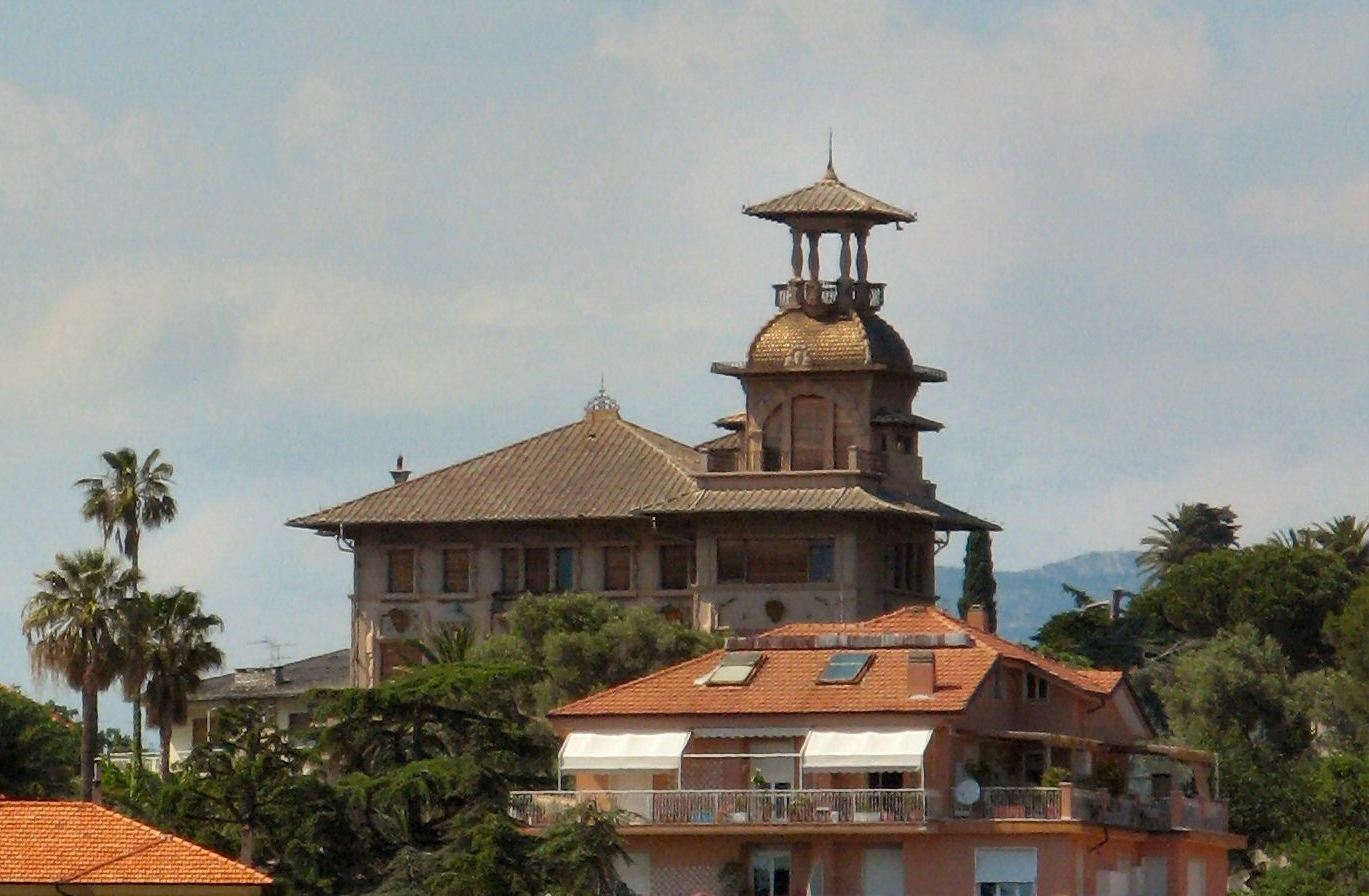
Die Villa Grock in Imperia

Die Villa Grock wurde von Adrian Wettach (1880–1959), besser bekannt als Clown „Grock“, auf den Namen Villa Bianca getauft. Sie steht in Imperia (Ligurien), Ortsteil Oneglia, an der italienischen Riviera nahe Sanremo und war Grocks Wohnsitz in der ersten Hälfte des 20. Jahrhunderts.
Grock traf 1920 seine Schwiegereltern in Imperia, begeisterte sich für den Urlaubsort und erwarb in der Folge ein großes, etwa dreieckiges Grundstück mit Meerblick, auf dem er ab 1922 zunächst die Villa Bianca, dann ab 1927 die noch bestehende Villa Grock errichten ließ.
Haus und Gärten sind vom persönlichen Geschmack des Künstlers geprägt, mit starken Anklängen an Jugendstil und Art déco, zeigen aber auch orientalische und historistische Einflüsse. Grock, ein begeisterter Hobbyhandwerker, soll auch vieles selbst gestaltet haben. Als Bautechniker war Armando Brignole tätig. Grock starb hier auf seinem Anwesen 1959. 

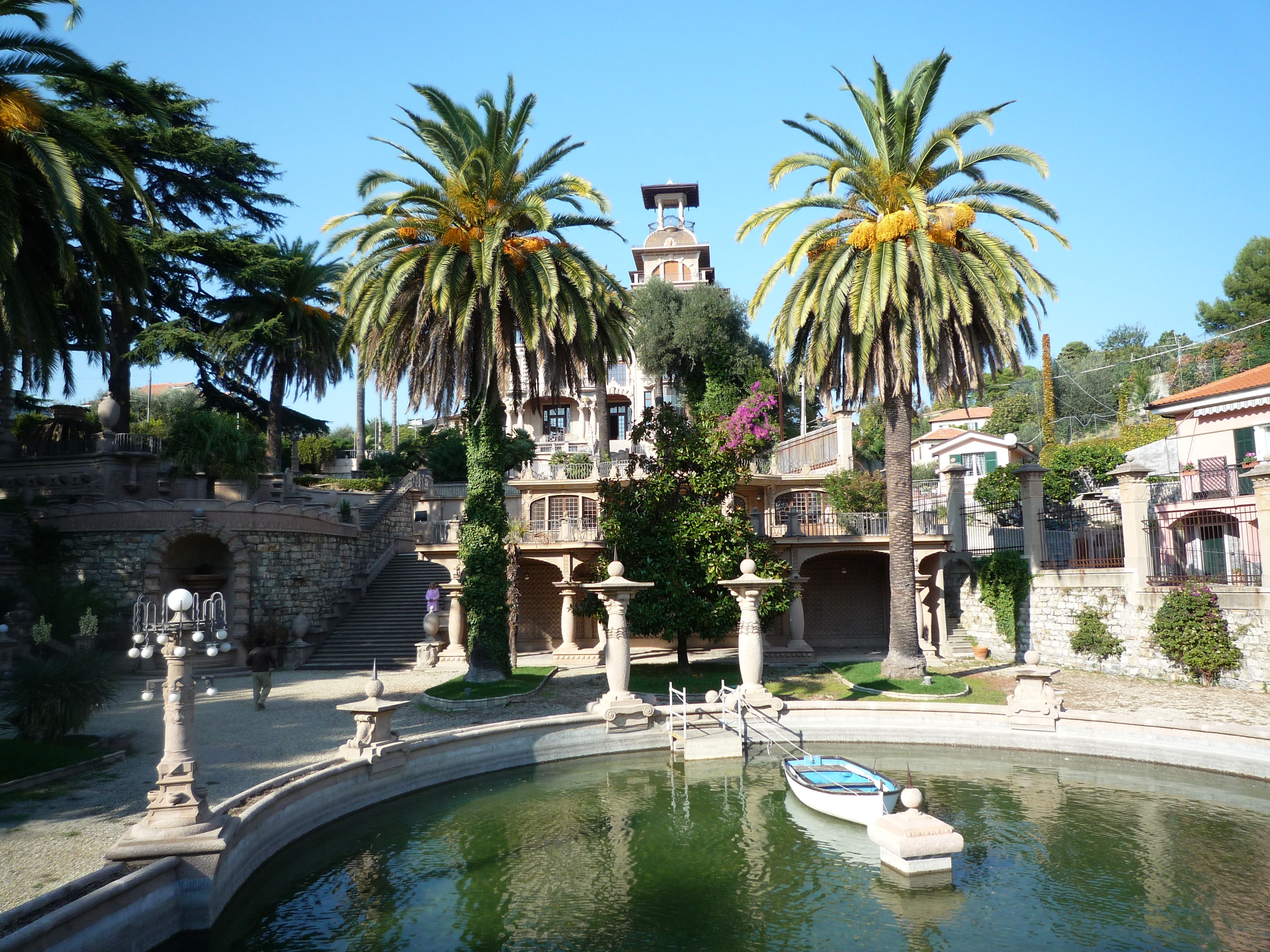
Garten Villa Grock, 2011

Heute sind Haus und Garten im Besitz der Provinz Imperia. Der Garten ist seit seiner 2006 abgeschlossenen Renovierung öffentlich zugänglich. Die Villa wurde 2002 von der Provinz Imperia für 1,5 Millionen Euro erworben und ist seither renoviert worden. In Anwesenheit des Ministers für wirtschaftliche Entwicklung, Claudio Scajola wurde die „Villa Grock“ im Januar 2013 für die Öffentlichkeit eröffnet. Doch sind die Arbeiten für das geplante „Grock.Museo“ suspendiert und es wird ein neuer Partner gesucht, der den Vertrag für das Museum übernimmt. Es fehlt offenbar an Ausstellungsmaterial. Größere Teile des Originalmobiliars sind heute im Besitz des Zirkusunternehmers Bernhard Paul.